# AHD
AHD is de afkorting van Audio/Advanced Highdensity Disk. Het betreft een niet meer in gebruik zijnde afkorting uit de informatie-industrie.

## Toelichting
In aanvulling op de standaard audio ontwierp Victor (JVC) het VHD-formaat als een 4-kanaals digitaal audio disc-formaat met de naam AHD (Audio High Density). AHD kon tot vier aparte 16-bit audiokanalen weergeven, of kon elk willekeurig kanaal gebruiken om een digitaal beeldsignaal te dragen, terwijl de overige kanalen audio konden dragen. De meeste documenten van Victor tonen drie kanalen met een stilstaand beeldsignaal. AHD werd door de DAD-group als "standaard" geadopteerd, samen met de compact disc, maar het cd-formaat kreeg zoveel succes dat dit Victor ontmoedigde om de ontwikkeling van AHD voort te zetten. Victor veranderde daarop de betekenis van het acroniem AHD naar Advanced High Density, waarbij hij doelde op gebruik bij interactieve computertoepassingen. Dankzij de VHD-pc poort op de meeste VHD-spelers, kon de VHD-speler verbonden worden met een externe computer (MSX in Japan) en diverse interactieve functies worden uitgevoerd. Veel anime-spellen werden uitgebracht in VHD/AHD-formaat.